# TaShawn Thomas
TaShawn Thomas, né le 27 février 1993 à Las Vegas dans le Nevada, est un joueur américain de basket-ball. Il évolue aux postes d'ailier fort et pivot.

## Biographie
En septembre 2018, Thomas est suspendu trois mois pour dopage par l'organisation israélienne de lutte contre le dopage pour avoir été contrôlé positif au cannabis alors qu'il jouait avec l'Hapoël Holon.
Lors de la saison 2021-2022, il évolue au Mans, en première division française et est choisi dans le meilleur cinq de la saison. 
En mars 2023, après la fin de la saison en Australie, Thomas rejoint les Metropolitans 92, en première division française, jusqu'à la fin de la saison.
Il revient au Mans pour la saison 2024-2025.
Thomas reste au Mans pour la saison 2025-2026.